# Robert Bernatowicz
Robert Bernard Bernatowicz (ur. 14 września 1967) – polski dziennikarz, ekonomista, politolog i ufolog.

## Życiorys
Na początku lat 90. był reporterem politycznym w Radiu Zet. W 1995 rozpoczął serię audycji Nautilus Radia Zet o niewyjaśnionych zjawiskach. Od tego czasu aktywnie się nimi zajmuje. W 2001 roku był jednym z założycieli Fundacji Nautilus, której jest prezesem. Od 2003 do 2006 w radiu Tok FM w swojej audycji kontynuował tematy omawiane w programie Nautilus. Od listopada 2006 do czerwca 2007 współpracował z radiową Jedynką. Twórca i pomysłodawca programu Nie do wiary, który prowadził Maciej Trojanowski. Współpracuje z miesięcznikiem Nieznany Świat.
Od czasu do czasu prowadzi wykłady na terenie Polski poświęcone tematom zjawisk niewyjaśnionych.
Od 2005 roku związany z TV Biznes, następnie od 2008 roku prowadził Nowy Dzień w Polsat News, od 2013 związany był z Polsat Biznes, natomiast od 2014 z Polsat News 2. Obecnie jest prezenterem Polsat News.
W 2006 otrzymał od prezesa Krajowej Izby Gospodarczej nagrodę dla najlepszego dziennikarza gospodarczego roku. W tym samym roku w kategorii „Media“, m.in. za cierpliwe wyjaśnianie i popularyzowanie problematyki gospodarczej otrzymał III nagrodę przyznaną przez Konfederację Pracodawców Polskich. W 2007 otrzymał wyróżnienie w V edycji Konkursu Nagroda im. Władysława Grabskiego w kategorii „dziennikarze telewizji ogólnopolskich i regionalnych“.
W 2012 roku wziął udział w słuchowisku radiowym „Gate 2012/2013” opartym na sztuce Jarosława Pijarowskiego i zrealizowanym przez Teatr Tworzenia, którego akcja toczyła się w Wylatowie. Wyemitowane zostało w nocy z 21 na 22 grudnia 2012 w Polskim Radiu PiK (według przepowiedni i kalendarza Majów – była to data końca świata).